# Carl-Gunnar Hammarlund
Carl-Gunnar Hammarlund, "CeGe" Hammarlund, född 20 maj 1921 i Malmö, död 15 september 2006  i Stockholm, var en välkänd svensk programledare för Sveriges bilradio åren 1956–1973.
Hans hälsningsfras "Hejsan-hejsan!" gjorde honom välkänd bland svenska folket. Han var också direktör för Svenska BP och senare vd för Nationalföreningen för Trafiksäkerhetens Främjande (NTF) under 1970- och 1980-talet.
Han hade tidigare varit rallyförare, och vann Svenska rallyt och Midnattssolsrallyt 1954 med Porsche. Med sina Porschebilar var han oslagbar på de svenska racingbanorna, och han vann fyra raka SM-guld åren 1959–1962. På Gelleråsen i Karlskoga var han favorit, och jublet var stort när han körde om sina konkurrenter och då både signalerade med tutan och gjorde blinkerstecken.